# 鴻池直文

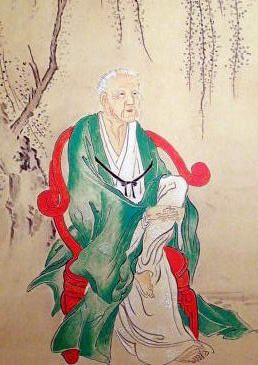
始祖 鴻池新六画像（鴻池合資会社資料室蔵）

鴻池 直文（こうのいけ なおふみ、元亀元年12月18日（1571年1月13日） - 慶安3年12月5日（1651年1月26日））は、安土桃山時代から江戸時代前期にかけての豪商。鴻池財閥の始祖。山中幸盛の長男で、通称を新六、新右衛門。号を宗圓。または山中 幸元（やまなか　ゆきもと）ともいう。

## 生涯
元亀元年（1571年）、山陰地方の戦国武将で、尼子家家臣・山中幸盛(鹿之助)の長男として誕生。
父・幸盛は幸元を、山中家の本家にあたる別所氏の家臣・黒田幸隆に預けていた。これは嫡子のなかった幸隆に請われて、幸元を黒田本家の養子することを承諾したためとされる。この黒田一族は加古川の上流黒田庄一円に蟠居しており、幸元も黒田庄で育ったものと考えられている。ところが、父・幸盛は毛利氏によって天正6年（1578年）に討死し、黒田幸隆は同年に豊臣秀吉のため滅びた、実父と養父が反対の陣営にあり複雑であり、そのどちらかの死により居所を捨てねばならなくなり、9歳で流浪の身となった。
この前後の詳細は不明であるが、大伯父である山中信直（幸盛の伯父）を頼って伊丹へ落ちのび、養育されたという（そのため、信直は幸元の育ての親であるため鴻池家においては太祖という）。成長した幸元は山中氏を称したが、これは5代前の黒田治宗が身を隠していた時期、山中と称していたことにならったという。
幸元は伊丹の地で遅くとも慶長年間の始めには酒造業を始めており、慶長4年（1599年）には江戸送りを開始している。馬による輸送で、江戸送りの元祖といわれた。折からの江戸時代の始まりと相揃って事業は発展拡張した。商号は地名をとって鴻池屋と号した。特に事業が飛躍した要因としては、清酒を開発したためとされる。『摂陽落穂集』など多数の文献にある清酒の伝承によれば、「鴻池山中屋の店で叱られた手代が、腹癒せに酒樽にかまどの灰を投げ込んだために、濁り酒が豊潤な清酒になった」というものである。本格的な清酒の生産は日本の最初とされる。
慶長19年（1614年）、最初の家訓である「幸元子孫制詞条目」を定めた。元和年間に次男以下と共に大坂に進出して酒造業を大規模に拡大し、寛永年間には九条島が開発されるやここに拠って海運業を起こし商品運送を始めたが、まもなく江戸幕府による参勤交代の制度が出来たことにより、西国大名の運送を請け負って成長した。幸元の生涯を見ると、事業が非常にタイミングよく展開してゆくのがわかる。大坂における本拠地は和泉町であったと思われるが、これまで、家史・年表・系図等に内久宝寺町を本拠地としたとされているが、これは後述する如く誤りである。
幸元は山中幸盛の実子であること、山中家の本家黒田家の跡を継ぐべき立場にいたことなど、自分の出自を秘匿し、「禁戒之一書」「遺訓」にも書き記して子供達にも秘密を命じた。これは、未だその累が及ぶ恐れがあったことと、武士を捨てて事業に生きる時にはその経緯が害にこそなれ益にならずと考えたからである。しかし一度だけ自ら、その禁を犯した事がある。元和元年（1615年）に高野山へ参じ、廃墟に近い状態であった山中幸盛ゆかりの寺・浄智院を再興し上池院と改め、山内に幸盛の墓を建立したという。なお、晩年は高野山に隠棲したい希望であったといわれるが果たせなかった。
寛永元年（1624年）、山中家先祖伝来の桔梗の家紋を崩し、酒樽の口詰を象って、五輪違（イツツワタガエ）の家紋を創案する。俗に五ッ山という。寛永8年（1631年）には「山中氏家名相続定書」を記した。
寛永9年（1632年）には自らの肖像画と木像（1945年、戦災にて消失）を作らせている。木像の方は筋骨逞しく、表情は精悍、豪傑風の壮年をしのばせているのに対して、肖像画の方は功成り名をとげた円満な晩年を描いている。これらは辞世の準備であったとされる。正保元年（1644年）、高野山にて授戒し、一翁宗円と号す。正保3年（1646年）2月12日に妻・花が享年82で死去。
慶安3年12月5日（1651年1月26日）、死去。享年81。墓所は、大阪市中央区中寺町2丁目の顕孝庵、兵庫県伊丹市鴻池の慈眼寺、大阪府池田市の大広寺、高野山奥の院などにあり、法号は実相院一翁宗円居士。
伊丹の本家は七男新右衛門元英が継承し、大阪の事業は善兵衛秀成・又右衛門之政・善右衛門正成の三兄弟が相続した。

## 系譜
- 父：山中幸盛（鹿介）
- 母：不詳（送心院）
- 祖父：山中久幸
- 叔父：山中幸高（甚太郎）
- 内室：花（清光院）山本勘左衛門の娘
- 長男：山中清直（小濱山中家）　慶長19年（1614年）小浜村（宝塚市）へ分家す
- 次男：山中秀成　元和元年（1615年）大阪へ分家す
- 三男：山中之政（和泉町鴻池家）　元和3年（1617年）大阪へ分家す
- 四男：荒牧政勝　　元和7年（1621年）荒牧村（伊丹市）へ分家す
- 五男：山中正代　　寛永年間に大阪へ分家す
- 六男：山中新太郎（黒田姓となり出家して僧侶）
- 長女：龍（別名は於順）山本屋（坂上家）に嫁ぐ
- 七男：山中元英（鴻池村山中総本家）　鴻池村（伊丹市）で本家を継ぐ
- 八男：山中正成（今橋鴻池家）　寛永10年（1633年）大阪今橋へ分家す
- 次女：十（別名は於幾）此木屋に嫁ぐ